# 12 км (зупинний пункт, Південна залізниця)
Піддубне — залізнична станція Полтавської дирекції Південної залізниці. Раніше окремо виділявся зупинний пункт 12 км в межах станції. Тепер в пасажирському розкладі пишеться "станція Піддубне".
Розташована у місті Горішні Плавні (місцевість Піддубне) Горішньоплавнівської міської ради, Полтавська область на лінії 7 км — Золотнишине між станціями Потоки (11 км) та Золотнишине (2 км).
Приміським електропоїздом можна доїхати в Золотнишине, Потоки, Кременчук, Кобеляки та Полтаву. Сполучення відновлено з 22.09.2018 р.